# Dyschiriognatha oceanica
Dyschiriognatha oceanica är en spindelart som beskrevs av Lucien Berland 1929. Dyschiriognatha oceanica ingår i släktet Dyschiriognatha och familjen käkspindlar.
Artens utbredningsområde är Samoa. Inga underarter finns listade i Catalogue of Life.